# Roggspitze
La Roggspitze est un sommet des Alpes, à 2 747 m d'altitude, dans les Alpes de Lechtal, en Autriche (Vorarlberg).